# Olympische Winterspiele 1964/Teilnehmer (Iran)
| Gelbes Symbol für Goldmedaillen mit stilisierten Olympischen Ringen | Graues Symbol für Silbermedaillen mit stilisierten Olympischen Ringen | Braundes Symbol für Bronzemedaillen mit stilisierten Olympischen Ringen |
| ------------------------------------------------------------------- | --------------------------------------------------------------------- | ----------------------------------------------------------------------- |
| —                                                                   | —                                                                     | —                                                                       |

Der Iran nahm an den IX. Olympischen Winterspielen 1964 im österreichischen Innsbruck mit einer Delegation von vier männlichen Athleten in einer Disziplin teil. Ein Medaillengewinn gelang keinem der Athleten.

## Teilnehmer nach Sportarten

### Ski Alpin
Männer
- Karim Aga Khan IV.
Abfahrt: 59. Platz (2:42,59 min)
Riesenslalom: 53. Platz (2:13,57 min)
Slalom: im Vorlauf ausgeschieden

- Feizollah Bandali
Abfahrt: 66. Platz (2:52,44 min)
Riesenslalom: 65. Platz (2:21,05 min)
Slalom: im Vorlauf ausgeschieden

- Lotfollah Kiashemshaki
Abfahrt: 65. Platz (2:50,70 min)
Riesenslalom: 60. Platz (2:17,11 min)
Slalom: im Vorlauf ausgeschieden

- Ovaness Meguerdonian
Abfahrt: 69. Platz (2:57,10 min)
Riesenslalom: 64. Platz (2:19,28 min)
Slalom: im Vorlauf ausgeschieden